# Stéphan Buckland
Stéphan Buckland (auch Stéphane Buckland geschrieben; * 12. Januar 1977 in Floréal bei Curepipe) ist ein ehemaliger mauritischer Leichtathlet, der insbesondere über 200 Meter an den Start ging.
Den ersten großen internationalen Auftritt hatte Buckland bei den Weltmeisterschaften 2001 in Edmonton. Mit einer Zeit von 20,24 Sekunden belegte er im Finallauf über 200 Meter Rang sechs. Zwei Jahre später bei den Weltmeisterschaften in Paris steigerte er sich auf Platz fünf. Er lief eine Zeit von 20,41 s. Diese Platzierung und auch das gute Abschneiden bei zahlreichen internationalen Sportfesten berechtigte ihm die Teilnahme am IAAF Weltfinale. Er belegte in Monte Carlo den dritten Platz.
2004 folgte seine Olympiapremiere bei den Spielen in Athen. In 20,24 s erzielte er Rang sechs. Auch dieses Jahr war er wieder beim IAAF Weltfinale dabei, und wieder belegte er Platz drei.
Die Weltmeisterschaften 2005 in Helsinki bescherte Buckland einen weiteren fünften Weltmeisterschafts-Platz. Im Finale lief er die halbe Stadionrunde in 20,41 s.
Eine Medaille konnte der Mann aus Mauritius bei den Commonwealth Games 2006 gewinnen. Mit 20,47 s kam er im Finallauf auf die gleiche Zeit wie der Sieger Omar Brown (Jamaika), musste sich aber dennoch knapp geschlagen geben – er gewann Silber. Auch bei den Afrikameisterschaften 2006 und 2008 landete er auf dem Silberrang.
Stéphan Buckland hatte bei einer Größe von 1,78 m ein Wettkampfgewicht von 70 kg. Er ist verheiratet und Vater einer Tochter.